# East Coast Oi! Fest 2008
East Coast Oi! Fest 2008 album uživo engleskog punk rock/oi! sastava The 4-Skins. Objavio ga je Index Records 2008. godine. Album čine snimke uživo 2008. godine na East Coat Oi! Fest-u u Allentownu, Pennsylvania. Album je objavljen u ograničenoj nakladi od 1000 primjeraka. Sadrži i dvije novepjesme, objavljene besplatno na službenim stranicama The 4 Skinsa. Obje su bile coveri Sladeovih pjesama Cum on Feel the Noize i Thanks for the Memories. Nastup u Allentownu bio je jedan od tri nastupa obnovljenih 4 Skinsa.

## Popis pjesama
Popis pjesama:
1. 1984
2. Chaos 2007
3. Yesterday's Heroes
4. I Don't Wanna Die
5. Brave New World
6. Cum On Feel The NOi!ze
7. Evil
8. Clockwork Skinhead
9. A.C.A.B.
10. Jealousy
11. Wonderful World
12. Sorry
13. One Law For Them
14. Glory Days
15. Thanks For The Memories
16. Chaos

## Osoblje
Osoblje na albumu:
- Gary Hodges  – vokal
- Graham Bacon - bas
- Tom Brennan (Big Tom)  – bas gitara
- Sedge Swatton – bubnjevi
- JM Designs - dizajn